# Обоянка
Обоянка — річка на Курщині.
Довжина — близько 7-8 км.
Починається в лісосмузі біля села Рудавський.
Протікає через села Стрілецьке, Пушкарне, місто Обоянь і впадає у Псел одразу за містом.
В Обояні існує також вулиця «Ріка Обоянка».